# Churari
Churari is een van de vier hoofdgroepen (of naties) van Vlax Romani sprekende Roma in Europa. De andere drie groepen zijn de Kalderash, Lovari en Machavaya. Velen van deze groep leven in Roemenië.
De naam Churari zou afkomstig zijn van het woord churo, dat 'zeef' betekent. Samen met de uitgang -ari levert dit Churari op, oftewel 'zeefmaker'.